# 諾氏波頭鯛
諾氏波頭鲷，为輻鰭魚綱奇鯛目大鱗鲷科的其中一種。分布於全球三大洋海域，屬深海魚類，棲息深度200-3000公尺，體長可達12.3公分。

## 扩展阅读
維基物種上的相關：諾氏波頭鲷